# Ivo Pulga
Ivo Pulga, né le 20 juin 1964 à Modène, est un footballeur italien, devenu entraîneur.